# العلاقات اليمنية البلجيكية
العلاقات اليمنية البلجيكية هي العلاقات الثنائية التي تجمع بين اليمن وبلجيكا.

## مقارنة بين البلدين
هذه مقارنة عامة ومرجعية للدولتين:
| وجه المقارنة                                              | اليمن                   | بلجيكا                                                                              |
| --------------------------------------------------------- | ----------------------- | ----------------------------------------------------------------------------------- |
| المساحة (كم2)                                             | 555.00 ألف              | 30.53 ألف                                                                           |
| عدد السكان (نسمة)                                         | 28.25 مليون             | 11.37 مليون                                                                         |
| الكثافة السكانية (ن./كم²)                                 | 50.9                    | 372.42                                                                              |
| العاصمة                                                   | صنعاء عدن (عاصمة مؤقتة) | بروكسل                                                                              |
| اللغة الرسمية                                             | اللغة العربية           | اللغة الهولندية، لغة فرنسية، اللغة الألمانية                                        |
| العملة                                                    | ريال يمني               | يورو، فرنك بلجيكي                                                                   |
| الناتج المحلي الإجمالي (بليون دولار)                      | 18.21 مليار             | 492.68 مليار                                                                        |
| الناتج المحلي الإجمالي (تعادل القوة الشرائية) بليون دولار | 75.69 مليار             | 514.74 مليار                                                                        |
| الناتج المحلي الإجمالي الاسمي للفرد دولار أمريكي          | 1.41 ألف                | 40.32 ألف                                                                           |
| الناتج المحلي الإجمالي للفرد دولار أمريكي                 |                         | 43.44 ألف                                                                           |
| مؤشر التنمية البشرية                                      | 0.498                   | 0.890                                                                               |
| رمز المكالمات الدولي                                      | +967                    | +32                                                                                 |
| رمز الإنترنت                                              | .ye                     | .be                                                                                 |
| المنطقة الزمنية                                           | ت ع م+03:00             | توقيت وسط أوروبا، ت ع م+01:00، ت ع م+02:00، توقيت وسط أوروبا الصيفي، أوروبا/بروكسل ‏ |

## منظمات دولية مشتركة
يشترك البلدان في عضوية مجموعة من المنظمات الدولية، منها:
| علم المنظمة | اسم المنظمة                               | تاريخ انضمام اليمن | تاريخ انضمام بلجيكا |
| ----------- | ----------------------------------------- | ------------------ | ------------------- |
|             | الاتحاد البريدي العالمي                   | ?                  | ?                   |
|             | مؤسسة التنمية الدولية                     | 22 مايو 1970       | 2 يوليو 1964        |
|             | منظمة حظر الأسلحة الكيميائية              | ?                  | ?                   |
|             | الأمم المتحدة                             | 30 سبتمبر 1947     | 27 ديسمبر 1945      |
|             | وكالة ضمان الاستثمار متعدد الأطراف        | 12 مارس 1996       | 18 سبتمبر 1992      |
|             | منظمة الشرطة الجنائية الدولية             | ?                  | ?                   |
|             | مؤسسة التمويل الدولية                     | 22 مايو 1970       | 27 ديسمبر 1956      |
|             | الاتحاد الدولي للاتصالات                  | 1931               | 1866                |
|             | البنك الدولي للإنشاء والتعمير             | 3 أكتوبر 1969      | 27 ديسمبر 1945      |
|             | المركز الدولي لتسوية المنازعات الاستشارية | 20 نوفمبر 2004     | 26 سبتمبر 1970      |
|             | يونسكو                                    | 2 أبريل 1962       | 29 نوفمبر 1946      |

## وصلات خارجية
- موقع وزارة الخارجية البلجيكية